# Phytobia fausta
Phytobia fausta är en tvåvingeart som beskrevs av Spencer 1977. Phytobia fausta ingår i släktet Phytobia och familjen minerarflugor. Inga underarter finns listade i Catalogue of Life.